# 李一奎
李一奎（1951年5月17日—），吉林省柳河縣人，现任東寶實業集團有限公司、通化東寶藥業股份有限公司（600867.SS）董事长，也是第八、十屆全國人大代表之一，于1985年创立東寶實業集團。

## 生平
1951年出生於吉林省通化市一個貧窮家庭，但他沒氣餒，仍然靠努力讀書，他成功入讀北京大學，畢業於生物系，獲微生物生物化學專業學士學位。
他在一家國營藥廠工作，在1984年，創立通化白山制藥五廠（通化東寶藥業前身），他成功把藥廠帶領在上海證券交易所上市。2001年，他成功把葡萄酒業務在上海證券交易所上市。